# Sioblinae

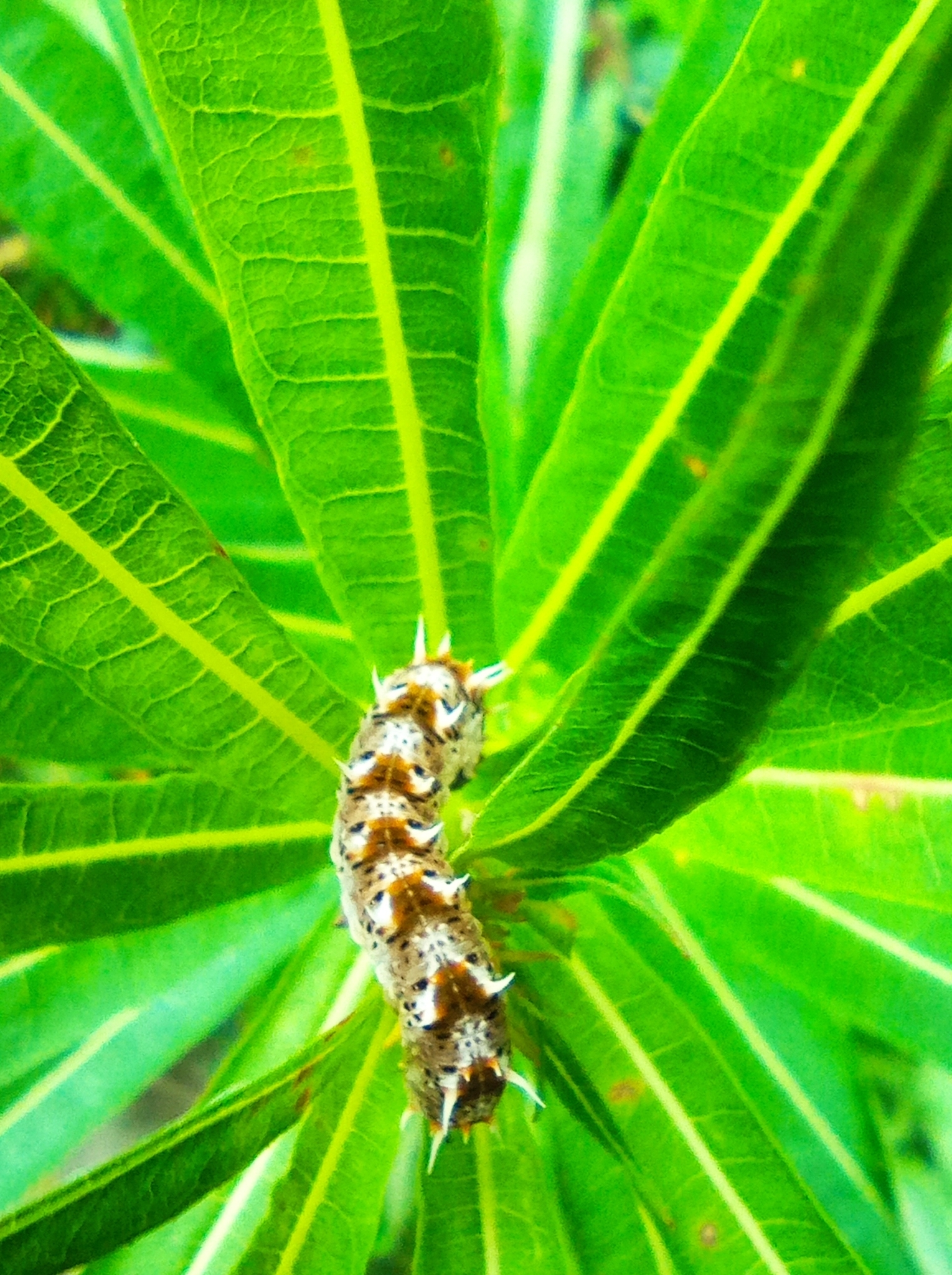
Larve von Siobla ruficornis

Die Sioblinae sind eine Unterfamilie in der Familie der Echten Blattwespen (Tenthredinidae).

## Taxonomie
Lacourt (1996) fasste die Gattungen Athlophorus Burmeister, 1847 und Hemathlophorus Malaise, 1945 in der Tribus Athlophorini Lacourt, 1996 zusammen. Weiterhin wurde diese Tribus von Lacourt (1996) mit den Sioblini Takeuchi, 1952 zur Unterfamilie Sioblinae zusammengefasst. Wei & Nie (1998) verschoben einen Teil der Gattungen in andere Taxa. Als charakteristisches Merkmal der Unterfamilie gab Lacourt (1996) an: Die Analzelle der Vorderflügel hat entweder keine Querader oder sie hat eine lange Querader. Die taxonomische Einordnung zahlreicher Gattungen der Echten Blattwespen einschließlich der Sioblinae ist noch unvollständig geklärt.

## Lebensweise
Die Arten besitzen frei bewegliche Larven, die an den Blättern der Wirtspflanzen fressen. Eine bekannte auch in Deutschland vorkommende Art ist die Springkraut-Blattwespe (Siobla sturmii). Ihre Wirtspflanze ist ausschließlich das einheimische "Rühr-mich-nicht-an" (Impatiens noli-tangere), das Kleine Springkraut (Impatiens parviflora), eine invasive Art, gehört nicht dazu.

## Innere Systematik
Der Unterfamilie Sioblinae werden gewöhnlich folgende Gattungen zugeordnet:
- Conaspidia Konow, 1898 – Ostpaläarktis, Orientalis
- Siobla Cameron, 1877 – Paläarktis, Orientalis